# Умкыней
Умкыней — гора на Дальнем Востоке России, в пределах Анадырского района Чукотского автономного округа. Расположена на Анадырском плоскогорье, на востоке Анюйского хребта. Высота 1014 м.
В переводе с чукот. — «кустарниковая гора». У восточного склона горы протекает Правый Умкынейвеем (сливаясь с Левым образует реку Умкынейвеем). Вдоль западного склона течёт Левый Кайёмраваам, левая составляющая р. Кайёмраваам. С южных склонов — водотоки, образующие реку Рыпольваам.
Севернее находится гора Снежная; северо-западнее гора Хребтовая; северо-восточнее — горы Грибная, Грозовая, Каменистая; юго-восточнее горы Кривун, Овальная, Плоская; юго-западнее горы Медвежья, Осыпная; западнее — гора Четырёхвершинная.